# Micropsyrassa meridionalis
Micropsyrassa meridionalis là một loài bọ cánh cứng trong họ Cerambycidae.